# Bricks Are Heavy
Bricks Are Heavy – trzeci studyjny album grunge'owej żeńskiej grupy L7, wydany 12 kwietnia 1992 roku nakładem wytwórni Slash Records. Album podbił w 1992 roku pierwsze miejsce Billboard Heatseekers. Główny singel z tego albumu, Pretend We're Dead, znalazł się na 8. miejscu listy US Alternative Airplay Billboard i na 21. miejscu UK Singles Chart.

## Skład
- Donita Sparks – gitara, wokal
- Suzi Gardner – gitara, wokal
- Jennifer Finch – gitara basowa, wokal
- Demetra "Dee" Plakas – perkusja